# Childerditch
Childerditch är en by i unparished area Brentwood, i distriktet Brentwood, i grevskapet Essex, i England. Childerditch var en civil parish fram till 1934 när blev den en del av Brentwood och Little Burstead. Civil parish hade 184 invånare år 1931. Byn nämndes i Domedagsboken (Domesday Book) år 1086, och kallades då Ciltedic/Ciltendis.